# Lucien Fortin
Pour les articles homonymes, voir Fortin.
Lucien W. Fortin est un imprimeur, un éditeur et un homme politique canadien.

## Biographie
Lucien W. Fortin est né le 18 octobre 1912 à Lemieux, au Québec. Son père est Lauréat Fortin et sa mère est Marie Anna Labrecque. Il étudie au Collège de Sainte-Anne-de-la-Pocatière puis à l'Université Laval. Il épouse Régina Lévesque le 12 juillet 1941.
Il est député de Madawaska à l'Assemblée législative du Nouveau-Brunswick de 1952 à 1960 en tant que progressiste-conservateur.
Il est membre des Chevaliers de Colomb et du Club Richelieu.